# Lupión
Lupión is een gemeente in de Spaanse provincie Jaén in de regio Andalusië met een oppervlakte van 24 km². Lupión telt 883 inwoners (1 januari 2016).